# Vacceus

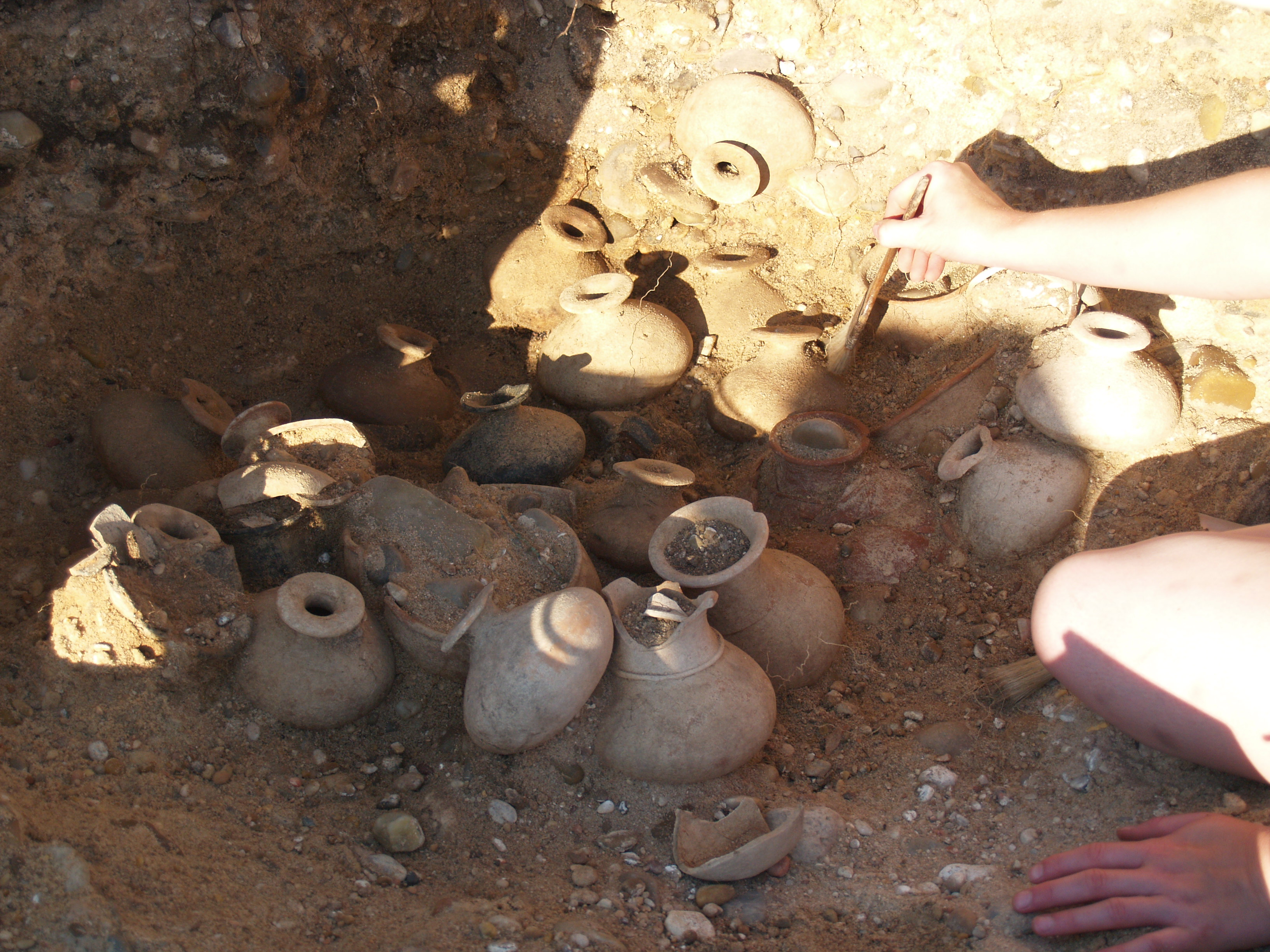
Excavació d'un jaciment arqueològic dels vacceus prop de Pintia

Els vacceus (en llatí Vaccaei) foren un poble de la província Tarraconense a la regió del riu Duero, a la vora del riu Esla. Els vacceus eren d'origen indoeuropeu (celta); però, a diferència d'altres pobles celtes del centre peninsular, no eren pastors sinó pagesos, i practicaven una agricultura de tipus col·lectivista, que Diodor descriu explicant que es dividien la terra i després feien comú el producte, i el que es quedava alguna part per a ell mateix era subjecte de la pena capital. Tenien a l'oest els àsturs, al nord els càntabres, a l'est els celtibers i al sud els vetons. El seu territori era part de les províncies de Zamora, Palència, Burgos i Valladolid. Les ciutats principals en foren Pallantia, Cauca i Intercatia (potser Villalpando, a l'actual província de Zamora). El seu territori fou atacat el 151 aC per Luci Licini Lucul·le durant la Guerra lusitana, i més endavant, els vacceus van ajudar els celtibers de Numància durant la Guerra contra Roma, però després de la guerra foren sotmesos pels romans.